# 2024 PT5
2024 PT5 es un objeto próximo a la Tierra de aproximadamente 11 metros (36,1 pies) de diámetro descubierto por el sistema ATLAS en Sutherland, Sudáfrica,  el 7 de agosto de 2024, el día antes de acercarse a la Tierra a 568 500 kilómetros. El objeto orbita alrededor del Sol pero realiza aproximaciones lentas al sistema Tierra-Luna. Entre el 29 de septiembre de 2024 y el 25 de noviembre de 2024 (un período de 1 mes y 27 días) está pasando justo sobre el exterior de la esfera de Hill de la Tierra (aproximadamente 1.5 millones de kilómetros) a una velocidad relativa baja (en un rango que va de 0.002 km/s a 0.439 km/s) y quedó temporalmente capturado por la gravedad de la Tierra, con una excentricidad orbital geocéntrica menor a 1 y una energía orbital geocéntrica negativa.  El acercamiento más cercano a la Tierra en 2025 será el 9 de enero de 2025, a aproximadamente 1.8 millones de kilómetros, cuando tendrá una velocidad relativa de  1.03 km/s. Estuvo tan cerca de la Tierra por última vez alrededor del 11 de febrero de 2003, cuando pasó a unos 8.58 millones de kilómetros de la Tierra.
| Época                    | Distancia a la Tierra    | Excentricidad geocéntrica | Ápside                        | Período orbital           |
| ------------------------ | ------------------------ | ------------------------- | ----------------------------- | ------------------------- |
| 29 de septiembre de 2024 | 0.0230 UA (3 442 239 km) | 1.016                     | {\displaystyle \infty }       | {\displaystyle \infty }   |
| 30 de septiembre de 2024 | 0.0232 UA (3 479 618 km) | 0.997                     | 2.9 UA (430 millones de km)   | 99.84 años (36 468 días)  |
| 24 de octubre de 2024    | 0.0268 UA (4 014 706 km) | 0.614                     | 0.028 UA (4.2 millones de km) | 1.35 años (493 días)      |
| 25 de noviembre de 2024  | 0.0238 UA (3 567 005 km) | 0.983                     | 0.72 UA (108 millones de km)  | 127.24 años (46 473 días) |
| 26 de noviembre de 2024  | 0.0236 UA (3 531 979 km) | 1.009                     | {\displaystyle \infty }       | {\displaystyle \infty }   |